# Yasmin Karssing
 (janvier 2019).
Si vous disposez d'ouvrages ou d'articles de référence ou si vous connaissez des sites web de qualité traitant du thème abordé ici, merci de compléter l'article en donnant les références utiles à sa vérifiabilité et en les liant à la section « Notes et références ».
 (janvier 2019).
Yasmin Karssing, née le 5 avril 1994 aux Pays-Bas,, est une actrice néerlandaise.

## Filmographie

### Cinéma et téléfilms
- 2001 : Saint Amour : la demoiselle d'honneur
- 2015 : 't Schaep met de 5 pooten (nl) : l'artiste-maquilleuse
- 2016 : Renesse : Rosalie
- 2017 : Gek van geluk (nl) : la serveuse
- 2018 : Flikken Maastricht : Violete Marinow
- 2018 : Next : Saba
- 2018 : Rompis : Yasmin
- 2021 : Flikken Rotterdam (nl) : Lisette Graafsma